# Tjurstorp
Tjurstorp är en by i Rumskulla socken i Vimmerby kommun i norra Kalmar län.
Tjurstorp är en gammal by med huvuddelen av byggnationen från 1800-talet.